# Kitsch

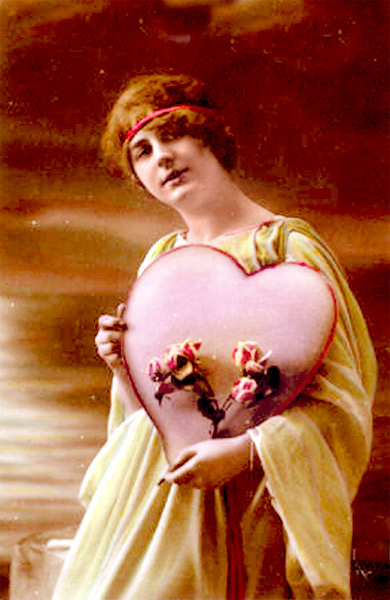
BigPinkHeart, el gran corazón rosa convertido en cojín, un objeto pionero en la mentalidad consumista del kitsch

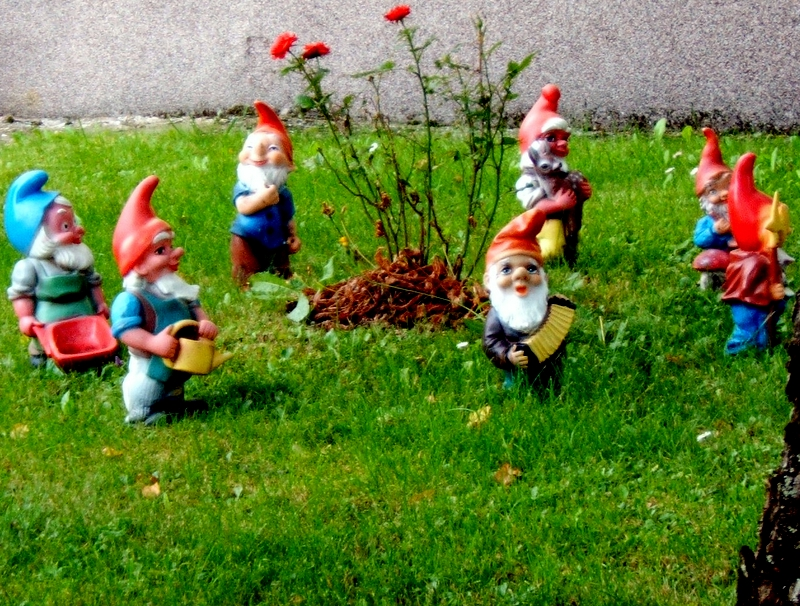
Enanitos de jardín. La ñoñez engolada o vistosa es una de las características del kitsch

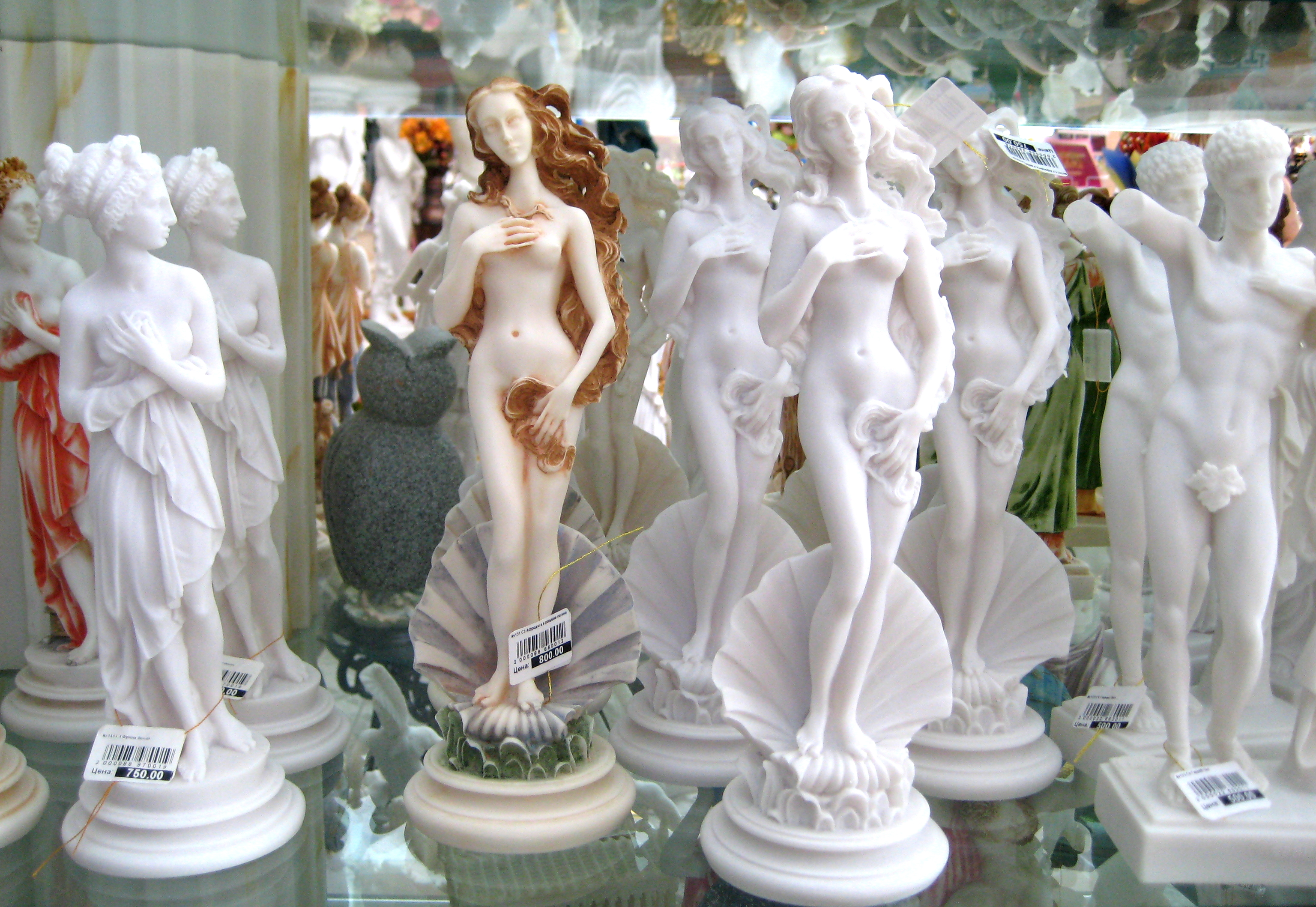
Almacén de recuerdos o souvenirs de El nacimiento de Venus de Botticelli en Italia. Las estatuillas son baratas y producidas en serie con materiales ínfimos: usualmente yeso, resina o plástico. Comparadas con sus modelos, estas «copias» presentan proporciones muy deformadas y el acabado de los detalles es siempre tosco

El kitsch (/ˈkɪtʃ/) es un estilo artístico considerado «cursi», «adocenado», «siútico», «hortera» o «trillado» y, en definitiva, vulgar, aunque pretencioso y por tanto no sencillo ni clásico ni naíf, sino de mal gusto y regresivo o infantiloide.
Fue definido en el campo de la estética en los años treinta por Hermann Broch (1886-1951), Walter Benjamin (1892-1940), Theodor Adorno (1903-1969) y Clement Greenberg (1909-1994), con el propósito de definir lo opuesto al arte de Vanguardia o avant-garde. En aquella época el mundo del arte percibía la popularidad de lo kitsch como un peligro para la cultura. Más tarde fue definido sobre todo en Alemania en los años setenta. 
Desde un punto de vista marxista, Theodor Adorno percibía lo kitsch en términos de lo que él llamaba la industria cultural, donde el arte es controlado y planeado por las necesidades del mercado y es dado a un pueblo pasivo que lo acepta. Lo que es comercializado es un arte que no cambia y que es formalmente incoherente, pero que sirve para dar a la audiencia ocio y algo que mirar. El arte para Adorno debe ser subjetivo, cambiante y orientado contra la opresiva estructura del poder, y afirmaba que el kitsch es una parodia de la catarsis, y también parodia de la verdadera conciencia estética. Los rasgos que definen lo kitsch según esta perspectiva son la inoriginalidad o imitación y la pretenciosidad, el «deseo de aparentar ser»; en este sentido, todas las imitaciones y copias son manifestaciones de lo kitsch y el empleo en este tipo de obras de materiales no genuinos, sucedáneos o impropios. 
El kitsch alude a un tipo de relación estética del ser humano con las cosas o con el ambiente. Es un concepto universal y corresponde sobre todo a una época de génesis estética y a un estilo de ausencia de estilo, a una función de confort sobreañadida a las funciones tradicionales de un objeto. Es un «nada está de más» del progreso.

## Historia
Aunque su etimología es incierta, está ampliamente aceptado que la palabra se originó en el arte de la ciudad de Múnich (Alemania) entre los años 1860 y 1870, para describir dibujos y bocetos baratos o fácilmente comercializables. El término procede del alemán meridional (kitschen significa ‘hacer una chapuza’, también ‘barrer mugre de la calle’). El kitsch apelaba a un gusto vulgar de la nueva y adinerada burguesía de Múnich que pensaba, como muchos nuevos ricos, que podía alcanzar el estatus que envidiaban de las élites copiando simplemente las características más evidentes de sus hábitos culturales.
Lo kitsch empezó a ser definido como un objeto estético de mala factura, y llegó a significar más la identificación del consumidor con un nuevo estatus social que una respuesta estética genuina. Lo kitsch era considerado estéticamente empobrecido y moralmente dudoso, comercializado frecuentemente con la finalidad principal de aportar un estatus social.
Tal vez un ejemplo clásico de ello son la arquitectura y el arte decorativo desarrollados en el área de Los Ángeles (Estados Unidos) durante los decenios de 1910 a 1930, cuando la zona vivió un gran desarrollo económico debido a la agricultura y el éxito de la industria cinematográfica de Hollywood, lo que enriqueció rápidamente a una generación de inmigrantes de Europa que intentó recrear el estilo de los aristócratas europeos. Esto dio pie a la construcción de mansiones en las que se mezclaban caóticamente estilos como el barroco, el florentino, el gótico y el rústico de la misma California, creando una amalgama que fue llamada 'estilo californiano'. En la decoración se crearon piezas estrambóticas, como chimeneas de más de tres metros de altura, falsos escudos nobiliarios, tapetes de oso, espejos gigantescos con marcos de falsa madera tallada ('estofada') realizados en plástico, o cuadros idílicos de falsos antepasados. Se llegó al exceso de comprar antiguos castillos europeos que eran trasladados piedra a piedra a los Estados Unidos, o a comprar títulos nobiliarios en subastas.

## El debate de la intención estética
Existe un pequeño debate sobre el uso del término y la forma de definir las obras que responden a la intención estética de su creador. De ordinario, la definición de una pieza como kitsch implica un secreto desprecio y el deseo de diferenciarlo del «arte culto», por lo que las piezas realizadas en materiales económicos que imiten otros más caros, normalmente ostentosas, son consideradas kitsch, al margen de que el autor tenga o no la intención de aparentar una pieza más costosa para que quien la posea se destaque como superior.
Sin embargo, otra corriente define lo kitsch precisamente por el «deseo de aparentar» (como la definición de clase propuesta por Marx). En este sentido, todas las imitaciones y copias serían consideradas como kitsch, especialmente cuando se usan materiales que pretenden ser otra cosa (plástico que imite oro, cristal o madera, por ejemplo), siempre y cuando estén pensadas para que su poseedor aparente ser de una clase social, económica o cultural «superior» a la suya. A este grupo se acerca Umberto Eco especialmente en su obra "Apocalípticos e integrados ante la cultura de masas".
Esto abre el debate sobre las manifestaciones artísticas (normalmente populares) que reproducen estos patrones estéticos pero sin la intención de aparentar, sino más bien la de celebrar de forma colorida, como son los casos de la fiesta del Mardi Gras en Nueva Orleans (Estados Unidos), el Carnaval en Brasil, o la fiesta de los quince años en México.
Asimismo, muchas piezas religiosas utilizadas en altares domésticos responden al uso de materiales baratos que fingen ser otros más caros, aunque sin ostentarse como símbolos de estatus social, sino, más bien, con el deseo de agradar a la deidad en cuestión, como es el caso de los coloridos altares de la religión hinduista. Para muchos, estas expresiones se acercan más al canon estético naif.

## El uso del término

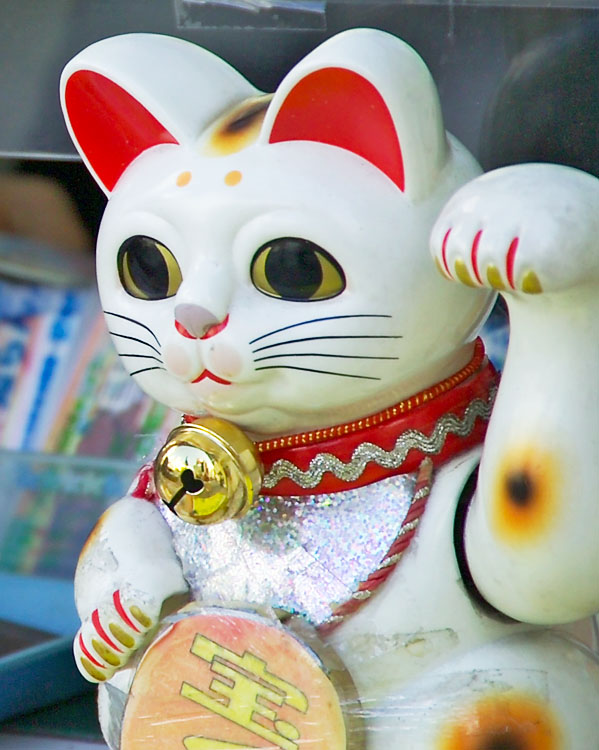
Kitsch japonés: el gato Maneki-neko

Una definición clásica del término es la de que 
Lo kitsch es una imitación estilística de formas de un pasado histórico prestigioso o de formas y productos característicos de la alta cultura moderna, ya socialmente aceptados y estéticamente consumidos.
Aunque en España ha tenido más curso y estudio la palabra cursi desde el siglo XIX (por ejemplo, en La Filocalia, o arte de distinguir a los cursis de los que no lo son, 1868, de Francisco Silvela y Santiago Liniers, o incluso hortera, pero desde principios del siglo XX), la palabra kitsch se popularizó en los años treinta por los teóricos Clement Greenberg, Hermann Broch, y Theodor Adorno, que intentaban definir lo vanguardista y lo kitsch como opuestos. En aquella época, el mundo del arte percibía la popularidad de lo kitsch como un peligro para la cultura. Los argumentos de los tres teóricos se basaban en una definición implícita del kitsch como una falsa conciencia, un término marxista que significa una actitud mental presente dentro de las estructuras del capitalismo, que está equivocada en cuanto a sus propios deseos y necesidades. Los marxistas suponen que entonces existe una separación entre la situación verdadera y su fenomenología.
Theodor Adorno percibía esto en términos de lo que él llamaba la industria cultural, donde el arte es controlado y planeado por las necesidades del mercado y es dado a un pueblo pasivo que lo acepta. Lo que es comercializado es un arte que no cambia y que es formalmente incoherente, pero que sirve para dar a la audiencia ocio y algo que mirar. El arte ―para Adorno― debe ser subjetivo, cambiante y orientado contra la opresiva estructura del poder. Él clamaba que el kitsch es parodia de la catarsis, y también parodia de la conciencia estética.
Lo kitsch se dedica a dar al público lo que quiere y no atiende a criterios del arte, sino a los criterios de la demanda y el mercado. Tiene éxito porque no requiere de ningún análisis por parte del espectador. No requiere ningún esfuerzo. Toda experiencia, sea cual sea, termina definiéndose por el gusto del espectador, el cual no se esfuerza en analizar ni en sacar un sentido o un discurso de la pieza porque la sociedad kitsch les dice que no hace falta. No hay que pensar, para eso ya está el lobby de la industria cultural; lo único que hay que hacer es gozar. Lo único que la sociedad kitsch pide a sus consumidores es su dinero.

## Arte académico
El arte académico del siglo XIX todavía se ve a menudo como kitsch, aunque esta visión está siendo atacada por los críticos modernos. Quizás es mejor recurrir a la teoría de Broch, quien discutía que la génesis del kitsch estaba dentro del Romanticismo, que no es kitsch por sí mismo pero que abrió la puerta para el gusto del kitsch, acentuando la necesidad del trabajo de arte expresivo y evocador. El arte académico, que continuó esta tradición romántica, tiene una razón doble de su asociación con el kitsch.
No es que fuera accesible; de hecho, es durante este periodo que surge la distinción entre arte alto y arte bajo definido por los intelectuales. El arte académico se esforzó en permanecer en una tradición arraigada en la experiencia estética e intelectual. Las calidades intelectuales y estéticas del trabajo estaban ciertamente allí. Los buenos ejemplos del arte académico incluso fueron admirados por los artistas avant garde que se podrían rebelar contra él. Había una cierta crítica, sin embargo, que declaraba que el arte se volvía «demasiado hermoso» y democrático, y esto lo hacía ver demasiado fácil y superficial.
Muchos artistas académicos intentaron utilizar temas del arte popular para ennoblecerlos como arte, sujetándolos al interés en las calidades inherentes de la forma y de la belleza, intentando democratizar el mundo del arte. En Inglaterra, algunos académicos incluso abogaron porque el artista trabajara para el mercado. En un cierto sentido, las metas de la democratización tuvieron éxito, y la sociedad fue inundada con el arte académico, el público hacía filas para ver exposiciones de arte de la manera en que ahora se va a ver una película. La instrucción en arte llegó a ser extensa, al igual que la práctica, lo que hizo borrosa la línea entre arte popular y arte elitista. Esto condujo a menudo a que trabajos de arte mal hechos o mal concebidos fueran aceptados como arte.
En segundo lugar, los temas y las imágenes presentados en el arte académico, aunque originales en su primera expresión, fueron diseminados entre el público en la forma de impresiones y postales ―que a menudo su reproducción fue animada activamente por los artistas― y estas imágenes fueron copiadas sin fin hasta convertirse en clichés bien conocidos.
El «avant garde» reaccionó a estos progresos separándose de los aspectos del arte tales como: representación y armonía pictoral, que eran apreciados por el público, para hacer una declaración sobre la importancia de la estética.

## Posmodernismo
Con el surgimiento del posmodernismo en los años ochenta, la línea entre lo kitsch y el arte se volvió otra vez borrosa. También surgió el concepto de camp, que es una apreciación irónica que de otra manera se consideraría tonta y pedante, o de otro modo kitsch. Susan Sontag, en Notas sobre lo camp (1964) lo definió como un tipo de sensibilidad. Como ejemplos de camp está Carmen Miranda con sus sombreros tutti-frutti, o eventos culturales populares que tienen una fecha en particular o son inapropiadamente serios, o las películas de ciencia ficción de bajo presupuesto de las décadas de 1950 y 1960. Camp se deriva del término francés camper, que significa ‘quedarse en un lugar del camino’.[cita requerida]
Algunos artistas de esta época retomaron los elementos del kitsch en sus obras, como los artistas franceses Pierre et Gilles, célebres por sus representaciones ridículas que se alimentan con la imaginería religiosa, el arte pop, el homoerotismo, creando una fuerte identidad propia, o el artista canadiense-mexicano Alan Glass, con sus cajas de arte objeto.[cita requerida]
Susan Sontag planteaba que el camp era una atracción a las cualidades humanas que se expresaban por sí mismas en «tentativas falsas de seriedad», teniendo estas cualidades un particular y único estilo que reflejaba la sensibilidad de la época. Esto implica una estética del artificio más que de la naturaleza. De hecho, los seguidores de línea dura del término camp insisten en que «camp es una mentira que se atreve a decir la verdad».[cita requerida]
Mucho del arte pop intentó incorporar imágenes de la cultura popular y el kitsch; los artistas pudieron mantener su legitimidad diciendo que «citaban» las imágenes para elaborar conceptos. Habitualmente, la apropiación de estas imágenes era de manera irónica.[cita requerida]
En Italia, el movimiento llamado Nuovi Nuovi (‘nuevos nuevos’) tomó una ruta diferente: en lugar de citar lo kitsch de manera irónica, se encontraron en un primitivismo que abrazaba lo feo y barato, tomándolo como una especie de antiestética.[cita requerida]
El arte conceptual y el deconstructivismo plantearon un cambio interesante, porque como el kitsch, los dos movimientos subestimaban la estructura formal del trabajo de arte, dando más importancia a otros elementos que tienen mayor relación con otras esferas de la vida.[cita requerida]
A pesar de ello, muchos en el mundo del arte continúan teniendo un cierto sentido de dicotomía entre el arte y el kitsch, excluyendo todo el arte sentimental y realista de una consideración seria, lo que ha sido atacado por algunos críticos que discuten una reapreciación del arte académico y de la pintura figurativa y tradicional.[cita requerida]
Musicalmente, varios cantantes se enmarcan también dentro de lo kitsch. Durante algunos años se relacionó el término con algunas presentaciones en el Festival de la Canción de Eurovisión, menos utilizado a partir de los años 2000 con la recuperación del festival para el público más joven.[cita requerida]

## Estilo kitsch en arquitectura
Hacia el final de su vida profesional, a fines de los años cincuenta, el arquitecto estadounidense Frank Lloyd Wright (1867-1959) produjo algunos de los más controvertidos edificios de su carrera. En su búsqueda formal obsesiva, reitera de manera manierista sus propias obras basadas en las formas curvas y especialmente en el círculo como módulo de diseño. Un caso notable es el edificio para el Ayuntamiento de Marin, en California, donde las curvas son llevadas al extremo, así como la propuesta de inserción en el paisaje de colinas, que dista mucho de las impecables realizaciones de Wright en las praderas de Wisconsin o de cualquier otro período de su dilatada carrera. Esta etapa final de su obra se la conoce como de «fantasía kitsch».

## Uso del término kitsch en el mundo de habla hispana

### Argentina
El artista y mecenas checo-argentino Federico Jorge Klemm (1942-2002) dedicó uno de los programas de su ciclo televisivo El banquete telemático a teorizar sobre el kitsch. El programa se denominó «Kultura kitsch», fue conducido por Klemm junto al crítico y teórico Charlie Espartaco.
Klemm considera que el sentido original del término, como sinónimo de mal gusto, se ha desplazado hacia el de

una categoría estética de nuestra contemporaneidad que no tiene que ver con una sistematización del mal gusto, sino con una exacerbación de lo artificial y lo desmesurado.

De esta manera, señala al kitsch como una actitud estética que pone en duda el gusto, como statu quo.
Tal vez como una referencia tácita a su propia obra, Klemm sostiene que

cuando se dice que una obra ronda el kitsch es como cuando se dice que ronda la genialidad o la grandeza.

Klemm señala a Disneylandia como el paraíso del kitsch y menciona a los surrealistas Salvador Dalí y René Magritte como los primeros en incorporar en el arte elementos de gusto dudoso. Durante el mismo programa, Charlie Espartaco señala que el kitsch, por su constitución, aparece como una estética de riesgo que incorpora todas las conquistas pictóricas, plásticas y estéticas creadas hasta ese momento.
Klemm menciona explícitamente al film protagonizado por la actriz argentina Isabel Sarli (1935-2019), La dama regresa, como un ícono kitsch de la cultura argentina, en el que él mismo participó como actor. Como artista, Federico Klemm realizó retratos de personajes como Susana Giménez (1944-), Mirtha Legrand (1927-) o Amalita de Fortabat (1921-2012), de lo que puede deducirse cierto interés del autor en dichos personajes como íconos del kitsch argentino. 
Otros personajes de la cultura y el espectáculo argentinos que pueden identificarse con el kitsch son el croata Ante Garmaz (1928-2011), la condesa Eugenia de Chikoff (1919-2014) o el cantante Sandro (1945-2010).
Durante los años noventa y a partir de la convertibilidad entre el peso argentino y el dólar, con el auge de las importaciones chinas aparecieron locales denominados «Todo por dos pesos» que contaban con una gran cantidad de objetos de decoración considerados kitsch, como copia de segunda mano.
Otras referencias al kitsch en la cultura argentina son:
- The Kitsch Band, una banda de rock de la ciudad de Rosario.
- El bloque «KitschTV», del programa de televisión Duro de domar emitido por Canal 13 y conducido por Roberto Pettinato.

### Chile
El poeta Óscar Hahn definió el problema de la cursilería después del modernismo:
"En lo cursi, la distancia entre la pretensión y el logro es percibida claramente por el lector, pero no por el hablante del poema. El hablante cree estar consiguiendo su propósito y esto lo conduce a una suerte de desplante, de seguridad en la expresión, que el lector visualiza como una actitud gratuita y ridícula".
En Chile la palabra kitsch se relaciona, tanto con el arte vendible y de bajo valor, como con la cultura popular de factura comercial (de producción en serie y de bajo costo).
En el ámbito musical, se considera kitsch escuchar a artistas como
Yuri, Juan Antonio Labra, René de la Vega, Pablo Ruiz, Lucero, Pandora, Milli Vanilli, Massiel, Julio Iglesias, Supernova, los grupos de la Movida Tropical Chilena y otros cantantes con éxitos de décadas pasadas. En el ámbito del diseño y la decoración, es kitsch utilizar muebles u otros adornos, como por ejemplo de los años 50 y 60, del tipo vanguardista de aquella época, que en algunos casos han sido modificados o adaptados a la época actual. Además ha habido una serie de artistas dedicados a transformar ambientes y productos de uso cotidiano, con el fin de escapar del diseño postindustrial que refleja la digitalización del arte. En cuanto a la moda, es kitsch utilizar ropa de segunda mano (proveniente la mayoría de la Unión Europea, especialmente Alemania) de colores llamativos y diseños con figuras geométricas de distintos tamaños y colores, así como accesorios de carácter vulgar, como aros y pulseras de plástico. Nótese que en este caso lo kitsch sirve para calificar tanto a la producción de tales artistas como a la audiencia que la consume.
Los colores son el bermellón, el fucsia, el negro, el rosado, el celeste, el calipso, los dorados y plateados, junto con las telas de imitación de seda, raso y piel. La influencia del periodo llamado el Milagro Económico Alemán ha marcado profundamente tanto la decoración interior, como la moda y el arte.
Más recientemente, lo kitsch también se encuentra asociado a la estética de las imágenes de los programas de televisión de las décadas de 1970 y 1980, y a la estética producida por la propaganda comercial de ese periodo.

### Costa Rica

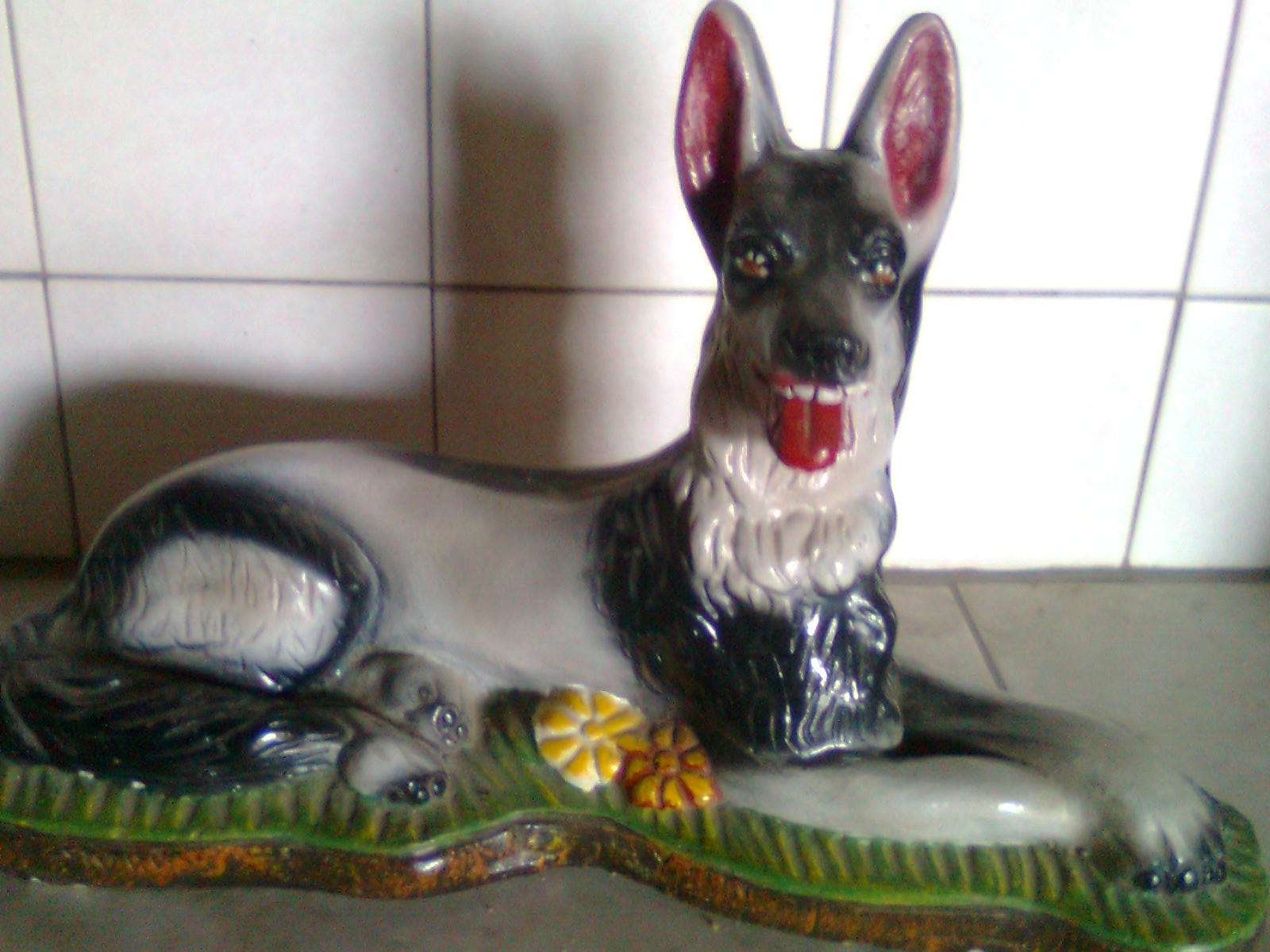
Perro kitsch de yeso común en las casas de las zonas rurales de Costa Rica

En Costa Rica no se utiliza comúnmente la palabra kitsch; sin embargo está contenida dentro del vocablo «polo», que en el lenguaje popular describe a todo aquello que carezca de sentido estético o que se encuentre sobrecargado de elementos decorativos, o simplemente aquello de mal gusto.
Es común ver en los hogares, principalmente de las zonas rurales adornos kitsch que decoran la sala de las casas. Estos van desde paños que se cuelgan en las paredes como cuadros, o una infinidad de muñecos de yeso pintado con esmaltes por lo general baratos, de animales e incluso personas.

### Cuba
En el argot cubano, el término "cheo" guarda una interesante similitud con el concepto de kitsch, especialmente cuando se refiere a algo percibido como de mal gusto, exagerado o carente de sofisticación estética. Ambos términos describen una cualidad que trasciende lo meramente anticuado, evocando una estética que puede resultar involuntariamente humorística o discordante por su excesiva ornamentación o falta de refinamiento. Sin embargo, mientras el kitsch ha sido reivindicado en ciertos contextos artísticos como una expresión intencional de ironía o nostalgia, "cheo" suele mantener una connotación peyorativa en el lenguaje popular cubano, asociándose a la falta de modernidad o elegancia en el vestir, el comportamiento o incluso el habla.

### España
En España se han usado más los términos cursi, hortera o cutre, asociados como regla general a unos modales o modo de ser de ñoñez engolada, o a la decoración o a la ropa que se vendía en las tiendas de gangas o quincalla. Los términos de más uso desde mediados del siglo XIX son cursi y cursilería, o últimamente la versión tierna, infantilista y niponizante llamada cuqui por el filósofo Simón May o kawaii. Según May, lo cuqui cubre tres necesidades fundamentales del hombre contemporáneo:
«En primer lugar, queremos escapar de un mundo tan amenazante a un jardín de inocencia y paz. En segundo lugar, lo cuqui expresa la tendencia de nuestro tiempo a abandonar los opuestos: masculino/femenino, niño/adulto, bueno/malo, incluso humano/animal. Hello Kitty y ET son de género, edad y especie indeterminada, pura ambigüedad. O como el perro-globo de Jeff Koons, que parece a la vez indefenso, amenazante e impotente, depende de cómo lo veas..[Por último] Creo que el éxito de la ternura está relacionado con el deseo de escapar de un mundo gobernado solo por el poder. Los objetos lindos, siendo así de vulnerables, son en un cierto sentido un anti-poder».
El filósofo Harry G. Frankfurt, en su ensayo On Bullshit (1986 y 2005), especifica que el propósito de lo Kistch es destronar la seriedad y aceptar la intrascendencia de un modo heideggeriano. Para el profesor de teorías de la cultura Eloy Fernández Porta lo cuqui vendría a ser algo así como "el rococó de los pobres". Carlos Moreno, en Literatura y cursilería (Valladolid, Universidad, 1995; reedición con el título Cursilería & kitsch en las letras hispánicas) y Noël Valis, en The culture of cursilería (Durham & London, 2002, traducción en 2010, Madrid) precisan el origen del término en Cádiz, a partir del artículo "Un cursi" (Revista La Estrella, 25 de diciembre de 1842) y de la deformación un tanto legendaria del nombre de unas hermanas francesas, las Sicur, que iban siempre muy emperifolladas, aunque el término cuenta con etimologías aún más aventuradas. El caso es que la palabra aparece, pero ya teorizada como algo abstracto, en La Filocalia, o arte de distinguir a los cursis de los que no lo son (1868) de Francisco Silvela y Santiago Liniers. Al año siguiente la Real Academia Española admitió el vocablo en su Diccionario (1869) y tal vez era la palabra del momento para caracterizar a la vieja España que había caído en la Revolución de 1868, la "Gloriosa". Entonces se definía como la "persona que presume de fina y elegante sin serlo" y "lo que con apariencia de elegancia o riqueza es ridículo y de mal gusto". El novelista Ramón Ortega y Frías escribió poco después su novela La gente cursi; novela de costumbres ridículas (1872) y Jacinto Benavente estrenó en 1901 su pieza Lo cursi. De 1903 son los artículos sobre lo cursi publicados por Mariano Baselga en la Revista de Aragón. El decadentismo y el modernismo habían desarrollado el concepto por oposición a sus ideales de aristocrática belleza y a comienzos del siglo XX Ramón Gómez de la Serna teorizó sobre esta estética en El rastro (1915) y en Lo cursi, y otros ensayos (1943, aunque la obra que le da título se publicó en 1933 y la amplió en 1943). Ramón contrapone el snob, "el que pide en un restaurante gallinejas", al cursi, "el que pide caviar en una taberna" y experimenta al mismo tiempo la atracción y la repulsión de esta estética. Ortega y Gasset habló sociológicamente (en 1929) de la cursilería, algo según él endémico en un país pobre y carente de una sólida y asentada burguesía como era España. Un artículo relevante sobre el tema de lo cursi es el de Enrique Tierno Galván en la Revista de Estudios políticos (1952). La lexicógrafa María Moliner lo define como "lo que pretendiendo ser refinado resulta ridículo". El mexicano Carlos Díaz Dufoo hijo (1888-1932) lo definió como "una forma menor de arte", que causa un cierto disgusto. En el ámbito de la cultura se refiere aquellas ideas que son populares por ser bien vistas socialmente, pero que carecen de una significación real. Como afirma Vicente Molina Foix, en la televisión kistch o basura se encuentra un predominio del "efecto" sobre el conflicto, del sensacionalismo sobre el decoro y la decencia.

### México
Bernardo Ortiz de Montellano publicó, en Contemporáneos, en una serie de "Definiciones para una estética de lo cursi": "Lo cursi es siempre humano y doloroso. Significa rebeldía, afán innovador, deseo vital de mejoramiento... Es la estética del pobre con aspiraciones". Pero la palabra kitsch tiene en México un uso limitado al mundo del arte. Su uso generalmente implica definir una obra de arte o un suceso que tiene características vulgares, de mal gusto o popular. La palabra probablemente pueda compararse con la palabra naco pero, a diferencia de esta, lo que se define como kitsch, aunque de mal gusto, tiene una valoración artística o por lo menos positiva. Jesús Enrique Emilio Helguera fue un ejemplo de ilustrador kitsch, que producía ilustraciones románticas e irreales de escenas históricas mexicanas. Helguera trabajó para la cigarrera La Moderna durante muchos años, produciendo imágenes para los calendarios de esta compañía, con pinturas de escenas indígenas con personajes de rasgos mestizos o europeos, ropa elegante y paisajes idílicos.[cita requerida]
Sobre el origen del término no hay certeza, pero la palabra parece al menos tener un origen indígena. Posiblemente se trata de la nacotl náhuatl, lo que "la gente aquí" significa. Según otra hipótesis, es una corrupción del totonaco, español para la totonaca, una tribu indígena en México. Otros sugieren que es una corrupción de chinaco, las guerrillas liberales de jinetes del siglo XIX que provenían de las clases sociales más bajas.[cita requerida]
Dependiendo del contexto, especialmente cuando se utiliza por los criollos / blancos que menosprecian a los mestizos e indígenas, la palabra puede incluso tener una connotación racista, y de todos modos hay una parte desproporcionada de los pobres en México a partir de indios y mestizos.[cita requerida]
Sin embargo, se llega a utilizar la palabra como una insignia de honor. Desde el año 2001 existe en México la marca de ropa Naco. Hay camisetas con eslóganes que parodian su uso, y la librería Gandhi tuvo una campaña de publicidad con el lema: "Leer, güey, aumenta, güey, tu vocabulario, güey".[cita requerida]
Como contraparte y opuesto de lo naco, está lo fresa, los jóvenes de las familias tradicionales, ricos con una mentalidad conservadora y un estilo de vida "aburrido". Los "fresas" hacen, por ejemplo, sus compras en la cara avenida Presidente Masaryk, en la colonia Polanco, en su tiempo libre asisten a conciertos en el costoso Auditorio Nacional y conducen coches grandes fresa, mientras que los nacos hacen sus compras en el mercado, asisten a conciertos gratuitos en el Zócalo y se transportan en pesero y el metro. En los últimos años, se ha convertido en un tema popular de telenovelas y de películas el "amor imposible" entre un chico-naco y una chica-fresa.[cita requerida]

### Panamá
No se utiliza mayormente la palabra kitsch, sino el término «runcho» o «runcha» para referirse a cualquier objeto o decoración con apariencia barata o de mal gusto.
En muchos hogares de Panamá es común la decoración con objetos considerados como kitsch, dada la amplia disponibilidad de objetos y artículos decorativos que se pueden conseguir a bajo precio en las tiendas, almacenes y bazares orientales de la Ciudad de Panamá, tales como alfombras, tapetes, muebles, figuras de yeso y porcelana, artesanías orientales, forros para objetos y muebles, entre otros.

### Perú

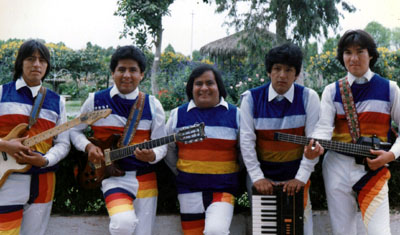
Los Shapis, agrupación de chicha o música tropical andina. Ejemplo del arte chicha peruano

En el Perú la palabra no es de uso generalizado y se limita su empleo igualmente al mundo del arte. Sin embargo, cabe mencionar que lo kitsch puede ser identificado con lo «huachafo» es decir con los usos y costumbres de muy mal gusto, esto asociado a la antes llamada subcultura «chicha», que nace de la manera en que vivía la gente migrante que llegó a Lima y se instaló en los barrios marginales fuera del centro de la ciudad. Se le asocia con lo huachafo, característica que se ve reflejada en un uso exagerado de ropas estrafalarias o de colores muy llamativos, empleo de jerga elaborada o jeringa (a veces proveniente del mundo del hampa), y la conocida música chicha, género musical que es una derivación de los huaynos andinos mezclados con la cumbia amazónica, adaptada a instrumentos más modernos como la guitarra eléctrica, la batería y el órgano electrónico ejecutado por gente proveniente de la sierra de Perú e instalada en la capital.
Otros exponentes de esta cultura son las cantantes Wendy Sulca, Tongo y La Tigresa del Oriente, quien con sus peculiares videoclips musicales, han saltado de la pantalla de YouTube, para los medios especializados, quienes catalogan este género dentro de la cultura kitsch, e incluso las mismas intérpretes dan presentaciones en diferentes países, teniendo como temática lo «raro» y «novedoso».

### Venezuela
En Venezuela, la palabra kitsch se relaciona con «chabacano» y se asocia a las culturas sociales de bajos recursos. A las personas kitsch se las llama «tukki» o «wircho». En el aspecto musical, los músicos del género del reguetón, y la cantante Lila Morillo son acusados de «mal gusto» y criticados por su peculiar comportamiento, vestimenta y música.